# Мозамбік (острів)
Острів Мозамбік (порт. Ilha de Moçambique) — острів біля узбережжя Мозамбіку, на півночі країни. Так само називається і місто на цьому острові. Від назви острова отримала свою назву колонія, а потім держава Мозамбік. Починаючи з 1991 року острів і місто Мозамбік включені в список Світової спадщини ЮНЕСКО.

## Географія
Острів Мозамбік розташований в західній частині Індійського океану біля узбережжя в південно-східній частині Африки. Довжина острова дорівнює 3 км, площа складає 1,5 км². Чисельність населення — 54 135 осіб (на 2005, переважно макуа). Щільність населення — 36 090 чол./км² (на 2005 рік). Острів потерпає через перенаселення. Адміністративно він входить в провінцію Нампула.
Від африканського материка острів відділений кілометровою протокою, через яку побудовано міст.

## Історія
Острів Мозамбік використовувався ще в раннє середньовіччя як торговельна база арабськими і перськими купцями. Члени португальської експедиції на чолі з Васко да Гама, що відкрила морський шлях до Індії першими з європейців відвідали острів у 1408 році, коли містом керував шейх Муса бен Мбікі (від імені якого походить слово Мозамбік). В 1506 році португальці під керівництвом командорів Тріштана да Кунья і Афонсу де Албукеркі захопили місто і острів. В 1508 році на північній частині острова був побудований форт Сан-Себастьян, будматеріали для якого за вказівкою Албукеркі доставлялися з Європи.
Завдяки зручному географічному положенню місто Мозамбік було найбільшою гаванню регіону. Протягом кількох століть головним джерелом доходів тут була работоргівля. Наприкінці XIX століття місто Мозамбік стало резиденцією португальського генерал-губернатора і католицького єпископа, тут знаходилися консульства низки європейських держав. Було побудовано губернаторський палац, собор, будівлю митниці, великі магазини торговців з Німеччині, Франції, Швейцарії. Місто ділилося на дві частини: європейську та тубільну. До 1898 року місто Мозамбік було адміністративним центром колонії Мозамбік, потім «столицю» перенесли до Лоренсу-Маркіш (зараз Мапуту).